# Joaquim Homs i Oller
Joaquim Homs i Oller (Barcelona, 21 d'agost de 1906 - 9 de setembre de 2003) fou un compositor català.

## Biografia
Va néixer al primer pis del número 9 del carrer Pelai de Barcelona, fill de Joaquim Homs i Parellada, de Barcelona, i de Carme Oller i Codonyet, de Cervera.
De jovenet va iniciar els estudis de violoncel, que finalitzà el 1922. Posteriorment estudià enginyeria industrial, professió que alternà amb la seva passió per la música i la composició.
Fou membre de l'Associació Catalana de Compositors i en fou escollit primer president el 1974. El 1989 fou nomenat membre de la Reial Acadèmia Catalana de Belles Arts de Sant Jordi.
L'any 1981 fou guardonat amb la Medalla d'Or al Mèrit Artístic per l'Ajuntament de Barcelona, el 1986 amb la Creu de Sant Jordi de la Generalitat de Catalunya, el 1993 amb la Medalla d'Or al Mèrit de les Belles Arts del Ministeri de Cultura i el 1999 amb el Premi Nacional de Música de la Generalitat de Catalunya.
Part del fons personal de Joaquim Homs es conserva a la Biblioteca de Catalunya.

## Carrera musical
Deixeble de Robert Gerhard, amb el qual amplià els coneixements musicals entre 1931 i 1936, la seva música ha estat un punt d'enllaç entre la generació del 27 i les avantguardes. Interessat per resoldre la crisi musical de la tonalitat que contorbava la música del moment, va arribar a la conclusió que el dodecafonisme schoenbergerià era la solució al problema.
Autor de més de 120 obres instrumentals i 50 de vocals, participà en els millors festivals internacionals de música d'Europa o Nord-amèrica. Posseïdor d'una gran cultura i d'una sòlida formació científica, aportà a la música la seva condició d'enginyer que li formà una ment clara i organitzada. El 1935 va compondre un Duo per a flauta i clarinet, que fou la seva primera estrena mundial i inclòs en els festivals de la Societat Internacional per la Música Contemporània (SIMC) de París. Dos anys després s'estrenà a Varsòvia el seu Quartet de corda núm. 1, també en el marc de la SIMC.
En acabar la guerra fou objecte de recriminacions per no haver aprofitat el viatge a París per a passar al bàndol franquista, i es veié forçat a traslladar-se a València. El clima hostil instaurat per la dictadura, juntament amb el seu caràcter retret, feu que, a partir del 1942, de retorn a Barcelona, dediqués tot el temps disponible a escriure música sense manifestar-se públicament; així, al llarg dels anys, Homs arribà a crear més de 200 obres.
El 1951, i per encàrrec del club clandestí català Club 49, Homs organitza a Barcelona una sèrie de deu sessions sobre la música occidental de la primera meitat de segle. A partir de l'any següent, i gràcies al mecenatge de Josep Bartomeu, pot escoltar i experimentar les seves obres en concerts particulars. El 1953, la BBC de Londres estrena el seu Trio per a violí, flauta i clarinet.
La seva vinculació amb el dodecafonisme s'intensifica a partir de 1954 i Homs s'allunya de la tècnica harmònica tonal com a principi constructiu i unificador: desenvolupa les sèries de dotze notes en formes i combinacions diverses i explora nous camps d'expressió musical sense que per això les seves composicions s'allunyin mai d'un sentit proporcional i equilibrat. Són sens dubte Polifonia (1954) i Trio per a flauta, oboè i clarinet baix estrenada també per la SIMC en el seu XXX festival aquesta vegada amb seu a Estocolm, les partitures que marquen la nova direcció. La seva producció des d'aleshores s'intensifica: Via Crucis (1956) sobre texts de Fernando Maristany y Guasch; Sextet (1959); Invencions per a clarinet i piano (1962); Dos invencions per a dos pianos (1964); Polifonia per a onze instruments de vent (1965); Trio (1967); Quartet (1968); Quintet (1971); Impromptu, per a guitarra i percussió: 10 Responsoris per a cor mixt; Les hores amb text de Salvador Espriu, aquesta vegada per a flauta, oboè i clarinet baix i contralt. Presencies, que fou premi Ciutat de Barcelona el 1967 i està construïda en set moviments per a orquestra, entre altres obres de la seva àmplia producció.

En totes les obres d'Homs, el rigor serial es converteix en estímul i impuls sense constituir mai un lligam. Homs subordina sempre la tècnica de cada partitura a les seves pròpies necessitats d'expressió musical serialitzant, per dir-ho així, tant el ritme com la tonalitat o el timbre o la mateixa estructura:
| « | Considero precís (confessa el mateix autor) esforçar-me a extreure les màximes possibilitats dels mínims elements i extreure l'exigència d'unitat i homogeneïtat de les obres, prescindint implacablement de l'accessori i arbitrari. | » |